# جلال هريدي
الفريق فخري جلال محمود هريدي ضابط وسياسي مصري، يعد أحد مؤسسي سلاح الصاعقة المصري وشارك في حرب 1956 و1967.
اخرط لاحقاً في العمل السياسي وشارك في تأسيس حزب حماة الوطن عام 2013 وكان عضوًا بمجلس الشيوخ المصري، وتوفي في يناير 2025.

## نشأته
ولد عام 1929 والتحق بالكلية الحربية وعين في سلاح المظلات، وشارك في حرب الاستنزاف عام 1956.

## دوره في تأسيس سلاح الصاعقة
أسس أول فرقة صاعقة مصرية عام 1955 بالقوات المسلحة قبل أن ينشأ السلاح بالكامل رسميا عام 1957.
كانت بداية تأسيس سلاح الصاعقة بعدما زار قائد سلاح المظلات المصري في أوائل خمسينيات القرن الماضي لمدرسة المشاة الأمريكية (رينجرز) Rangers وأعجب بتدريباتها التي من ضمنها التدريب على أعمال الصاعقة وعندما عاد للقاهرة قام بإرسال جلال هريدي وكان وقتها برتبه ملازم ومعه الملازم أول نبيل شكري لمدرسة المشاة الأمريكية لتلقي فرقة الصاعقة. وكان جلال هريدى متفوق وابدى الأمريكان اعجابهم بهذا الشاب المصري إذ لم يتعدَ عمره العشرون عاما وتفوق في الفرقة بل انة تفوق على الوافدين للفرقة من الدول الأخرى.
و بعد عودته من أمريكا اجتمع مع أصدقائه الملازم مختار الفار وسمير البلشي وأحمد ممدوح إسماعيل ونبيل شكري وعرض عليهم فكرة تكوين فرقة مثل التي حصلو عليها من الولايات المتحدة ولكنهم ترددوا في ان يعرض ضباط صغار الأمر على اللواء على عامر هذة الفكرة إلا ان نبيل شكري كان من أشد المتحمسين للفكرة وبالفعل ذهب جلال هريدى وعرض الفكرة على اللواء ووبالفعل تم الموافقة على إنشاء مدرسة للصاعقة وإنشاء أول فرقة صاعقة بسيناء، في عام 1955 على أن يكون جلال هريدي هو كبير معلميها وذهب اللواء على عامر للمقدم أحمد إسماعيل (المشير أحمد إسماعيل فيما بعد) قائد كتيبة الملازم جلال هريدى وعرض عليه فكرة الضابط الصغير الذي هوا قائدة ووافق أحمد إسماعيل وتم إنشاء المقر وكان في أبو عجيلة وفرز جلال هريدى من أنسب الرجال ليكونوا معلمين معة يتمتعون بقلب ميت لايهمهم اى شى اطلاقا فكان مختار الفار من المدفعية ونبيل شكرى من المشاة وأحمد ممدوح إسماعيل من المشاة وكانت التدريبات غير تدريبات فرقة الرينجرز الأمريكية بل كان المعلمين هم الطلاب وكان الانضمام للفرقة من الضباط وضباط الصف بإرادتهم من الذين يردوا ان يكونوا فدائيين بكل معنى الكلمة واضيفت للفرقة قفزة ثقة كانت تتم خلف سد الروافعة للتأكد من ان الرجل الذي أتى ليأخذ الفرقة شجاعاً بمعنى الكلمة.
وانضم للفرقة الملازم إبراهيم الرفاعي وبعض الضباط وكان من بينهم النقيب نبيل الوقاد والشقيقين البورسعيديين «الملازم أول طاهر الأسمر والملازم أول فاروق الأسمر» وحدثت معركة تدمير معسكر الدبابات البريطانية ببورسعيد وقت العدوان الثلاثي عام 1956 وذهب الرجال إلى المعارك وتبنت القيادة الرجال الحاصلين على الفرقة من ضباط وصف ضباط وظلوا يقومون بشن عمليات ضد الإنجليز. ثم تقرر أن يحصل رجال المظلات على هذه الفرقة والعكس بين الصاعقة والمظلات فكلاهما سلاحان قريبان من بعضهما البعض. وبعد الحرب تقرر إنشاء سلاح الصاعقة رسمياً عام 1957م.
ودخلت فرقة الصاعقة العديد من المعارك في حروبها باليمن وسوريا ومحاولة الصاعقة مهاجمة المطارات الإسرائيلية في حرب 1967 وحرب الاستنزاف وحرب أكتوبر.

## حياته العسكرية

### دوره في معركة انفصال سوريا
يقول عنه أمين هويدي في مذكراته: قاد الرائد جلال هريدى (هو نفسه الضابط الذي انضم إلى قوات المشير في منزل الجيزة بعد إعلان حركة العصيان بعد نكسة 1967) عملية إسقاط مظليين في مطار «حميميم» بالقرب من اللاذقية في محاولة للقضاء على الانفصاليين في سوريا. وتستسلم القوات المصرية في فجر يوم 29 سبتمبر 1961 بعد إلقاء السلاح. ثم تم اعتقالهم في ثكنات حمص ما عدا جلال هريدى الذي اقتيد إلى دمشق للتحقيق، ثم هاجمنا جلال في الإذاعة بعد ذلك.
نجا جلال هريدي من حكم بالإعدام في سوريا، عندما كان قائدا للقوات في محافظة اللاذقية السورية خلال فترة الانفصال عن مصر عام 1961، حيث وضع في سجن المزة، وحكم عليه بالإعدام وأذيع أن القرار تم تنفيذه وتلقت زوجته العزاء لتأكدها أن سوريا نفذت الحكم ولكن لم يحدث وتم الإفراج عنه لاحقاً.

### دوره في حرب 1967
ويروي الفريق: «كانت قوات الصاعقة دخلت الأردن عام 1967، وتوغلت داخل إسرائيل ولما تقرر الانسحاب نودى عبر أثير الإذاعة المصرية» وحدات جلال وحلمي عودوا إلى قواعدكم«. وحلمى هو اللواء أحمد حلمي أو «الجنرال» وكان هذا النداء حديث مصر كلها، وعرفت مصر كلها أن الصاعقة المصرية كانت داخل إسرائيل، وأن الصاعقة هي التي أوقفت العدو في معركة رأس العش بعدها فوجئت بالقيادة السياسية تخيرنى إما أن أُعين ملحقاً حربياً في الخارج، أو أن أُحال إلى المعاش فاخترت المعاش فوراً ودون تفكير، إذ كيف أعين ملحقاً حربياً، ويوجد عدو في مصر، وأنا قائد الفدائيين، ولم أقصر وأنسحب، بل استدعيت وقواتى من داخل إسرائيل، فتمت إحالتى إلى المعاش وأذيع الخبر بالراديو لكى يسمعه كل الناس، فكنت أيضاً أول ضابط في تاريخ القوات المسلحة يذاع خبر إحالته إلى المعاش بالراديو». الوحدات جلال وحلمى هي الأسم الكودى لمجموعتين من القوات الخاصة كانت في حرب 67 على حدود فلسطين والأردن وتوغلوا في نابلس بعد العدوان على مصر إلى المستوطنات الأسرائيلية وكانت لهم عدد من المعارك. وقد رفضت هذه المجموعة قرار الانسحاب واستمرت بالقتال فقامت القوات الأردنية بمقاتلتها فكانوا يقاتلون الأردنيين والأسرائيلين في ذات الوقت وكانت الإذاعة المصرية تذيع نداء دائم تطلب فيه من جلال وحلمى الرجوع والتوقف عن القتال ولم تتوقف المجموعات عن القتال إلا بعداسبوعين بعد نفاذ كل المؤن وذهاب قائد المجموعات العام بنفسه إلى الجبهة.

### محاولة الإنقلاب على عبد الناصر
كان له دور في محاولة الإستيلاء على السلطة لصالح المشير عامر بعد النكسة إثر حادث إطلاق النار على جلال هريدي التي اصيب فيها جلال و 3 آخرين اصيبوا.
تم القبض عليه وقدم للمحاكمة
والحكم الثاني حين حاكمه جمال عبد الناصر بتهمة محاولة قلب نظام الحكم مع 70 ضابطا، ليحكم على 5 منهم بالإعدام، كان هريدي من بينهم، خفف بعدها الحكم إلى السجن المؤبد. ودخل السجن من أغسطس 1967 حتى أفرج عنه الرئيس الراحل أنور السادات إفراجاً صحياً، في عام 1974. وذلك بعد قضاءه في السجون 7 سنوات وشهرين و5 أيام متنقلا من السجن الحربي إلى سجن طرة ثم إلى سجن الحضرة بالإسكندرية ومنه إلى سجن القناطرالخيرية انتهاء إلى سجن طرة مرة أخرى.
قال هريدي أنه عانى في حياته من الرئيس السابق جمال عبد الناصر عندما خيره بين وظيفة ملحق عسكري في الصومال أو إقالته، معتبرا أن الرئيس عبد الناصر كان يخشى قوات الصاعقة فقرر إبعاده وإحالته إلى المعاش.

## العمل السياسي

### تأسيسه لحزب حماة الوطن
تقدم في يونيو 2013 جلال هريدي ويرافقه مجموعة من الضباط المتقاعدين بطلب إلي لجنة شئون الأحزاب برئاسة المستشار محمد عيد محجوب أمين عام المجلس الأعلى للقضاء لتدشين حزب جديد باسم «حزب حماة الوطن» وحضر اللواء هريدي ومعه 6ألاف توقيع ليتجاوز النسب القانونية المطلوبة لتدشين الحزب ليبدأ الدخول إلي العمل السياسي ابتداء من يوم 13 يونيو 2013. وقال هريدي : «أن الحزب هدفه حماية مصر وشعبها من حالة التخبط السياسي التي تمر بها البلاد في ظل حالة من عدم الوعي السياسي من قبل الاحزاب لما يحدث في مصر وهذا ما دفعة هو والضباط المتقاعدين لإنشاء حزب لإحياء الأمل لغد أفضل للمصريين».
في ديسمبر 2013 صرح جلال هريدي رئيس الحزب: «أن الحزب يؤمن بثورتى يناير ويونيو وسيعمل جاهدا للحفاظ عليهما، وأشار خلال كلمته بالمؤتمر التأسيسى للحزب المنعقد بقاعة المؤتمرات بمدينة نصر، إلى أن الحزب يده مفتوحة لكل مثقف أو حزب سياسي يساعده في عمله، موضحا أن الحزب لكل مصري ولكل فئة في الوطن، وأنه ضد الإقصاء أو التمييز. وأثنى على المجهود الذي قام به الجيش والشرطة في مواجهة الإرهاب، مؤكدا أننا جميعا نسيج واحد، وأن كل مصرى يقوم بدوره حسب طاقته».

### تعيينه في مجلس الشيوح
في 2020 عيّنه رئيس الجمهورية كعضو في مجلس الشيوخ المصري، وترأس أول جلسة لكونه أكبر الأعضاء سناً.

## تكريمه
حصل على عشرات الدروع والشهادات من هيئات ثقافية وجامعية ومنتديات مصرية ودولية.
في عهد الرئيس السابق محمد مرسي في احتفالات حرب أكتوبر لعام 2012 تم تكريمه بمنحه رتبة فريق فخري ونوط للتكريم وصرح هريدي: «أنه بمنحه درجة الفريق الفخري من رئيس الجمهورية فهو يشعر أن كرامته عادت له مرة أخرى في أخر أيام عمره وبعد وصوله لسن الـ83 سنة».
في أكتوبر 2012 تم إقامة احتفالية على شرفه في دار المشاة بواسطة جمعية ضباط الصاعقة المتقاعدين حضرها عدد من أبطال قوات الصاعقة، حضرها المستشار فاروق سلطان، الرئيس السابق للمحكمة الدستورية العليا، واللواء أركان حرب نبيل شكرى، قائد قوات الصاعقة في حرب أكتوبر، والفريق صلاح عبدالحليم الرئيس الأسبق لهيئة عمليات القوات المسلحة، واللواء سامى سعد زغلول قائد وحدات الصاعقة، وطارق وجمال نجلا المشير عبد الحكيم عامر والكاتب الصحفى صلاح منتصر.

## وفاته
توفي في 7 يناير 2025 عن عمر يناهز 96 سنة.